# الجلاهمة

الجلاهمة، وواحدهم جلهمي، أحد ثلاثة فروع رئيسية كونت العتوب، والفرعان الآخران هما آل صباح وآل خليفة.

## أصل الكلمة
الجلاهمة، وكُتبت أيضاً «اليلاهمة»، ينتمون إلى قبيلة العتوب، التي تُنسب إلى عْنِزة، وقد أرجع نسبهم إلى ربيعة بن نزار. يقول العلامة حمد الجاسر،: الجلاهمة من العشائر المنتشرة في شرق الجزيرة، وكثير من الأسر في تلك البلاد تنتمي إليها، ومنهم رحمة بن جابر الجلهمي المشهور؛ هؤلاء الجلاهمة يرجع نسبهم إلى ربيعة بن نزار بن معد. كما جاء في «معجم البلدان» لياقوت الحموي، رسم جلهتين، نقلا عن الأزهري، ومعروف أن الأزهري قد عاش في شرق الجزيرة، أوائل القرن الرابع الهجري، أسيرا عند القرامطة، وعُرف كثيرا من مواضع تلك الجهة، وخالط بعض قبائلها، ورى عنهم في كتابه «تهذيب اللغة»، ولهذا ورد ذكر هذه العشيرة في رسم (جلهم) من «لسان العرب» و«تاج العروس». ولعل الأصل في كل ذلك ما أورده الأزهري في كتابه. وله في موضع آخر قوله: وممن ينسب إلى ربيعة، في شرق الجزيرة، بنو عتبة سكان البحرين (أوال) قديمًا، ومنهم (الجلاهمة)؛ فقد رأيت نسبتهم في كتاب «جمهرة أنساب العرب» لابن الكلبي إلى بني وائل صريحًا، كما نقلته من مختصر هذا الكتاب، مخطوطة (مكتبة راغب باشا في إسطنبول)، وأريته أحد أدباء القطيف ممن يُعْنَى بالأدب والبحث، فنقله أيضًا. وقد فقدت ما نقلته مع ما فقدت من كتبي وأوراقي في أثناء قيام حوادث بيروت، وما أعزَّ ما فقدت!! ومن الجلاهمة، ومن رؤسائهم، البطل المشهور رحمة بن جابر بن عذبي الجلهمي العتبي، المتوفَّي شهيدًا، في جمادَى الأولى، سنة 1242ه
ه‍، وقد ترجمه ابن بشر في «عنوان المجد»، وأطال الثناء عليه، لمناصرته الدولةَ السعودية الأولى، ولصدق ولائه وحسن عقيدته في مؤازرة الدعوة السلفية، وأورد خبر موته في أثناء معركة بحرية، وذكر من شعره قصيدة قالها بعد هدم الدرعية سنة 1233ه‍، من قبل إبراهيم باشا؛ يقول فيها:
وفي كتاب «دليل الخليج»، القسم التاريخي، أطراف من أخباره، وينبغي لمن اطلع عليها التثبت، وعدم الأخذ بما ورد في بعضها من تنقص له، ووصفه بأنه من (القراصنة)؛ فمؤلفو ذلك الكتاب كثيرًا ما وصفوا بعض أعداء الإنجليز من أهل الخليج ب (القرصنة). ومن العتوب في البحرين وقطر والكويت أسر كثيرة.
ونص ما ذكره الأزهري قوله: "وحيٌ من ربيعة يقال لهم الجلاهم، وعزاه لابن سعيد، ولا تتنافى نسبتهم إلى ربيعة، ونسبتهم إلى تغلب؛ فتغلب وائل من ربيعة. وفي طبقات الشعراء لابن المعتز أبيات في نسب ربيعة، وبني وائل لإبي بكر بن النطاح؛ قال: